# Enzo Tortora
Enzo Claudio Marcello Tortora (Génova, 30 de noviembre de 1928-Milán, 18 de mayo de 1988) fue un presentador de televisión, actor, periodista, libretista y político italiano.

## Biografía
Considerado uno de los padres fundadores de la televisión en Italia, entre sus obras más importantes en este medio se encuentran la conducción de La Domenica Sportiva y la concepción y conducción del exitoso programa Portobello. Su nombre también es recordado por haber sido detenido en 1983 por presunto tráfico de drogas. Su inocencia fue probada y reconocida el 15 de septiembre de 1986, cuando finalmente fue absuelto por el Tribunal de Apelación de Nápoles. En 1987 fue elegido eurodiputado por el Partido Radical, del que también se convirtió en presidente.
Tortora falleció en 1988, un año después de su absolución final.

## Filmografía

### Cine
- Il campanile d'oro, de Giorgio Simonelli (1955)
- Italia piccola, de Mario Soldati (1957)
- Pugni pupe e marinai, de Daniele D'Anza (1961)
- In ginocchio da te, de Ettore Maria Fizzarotti (1964)
- Enzo Tortora - Una ferita italiana, de Ambrogio Crespi (2013)